# Bill Brandt

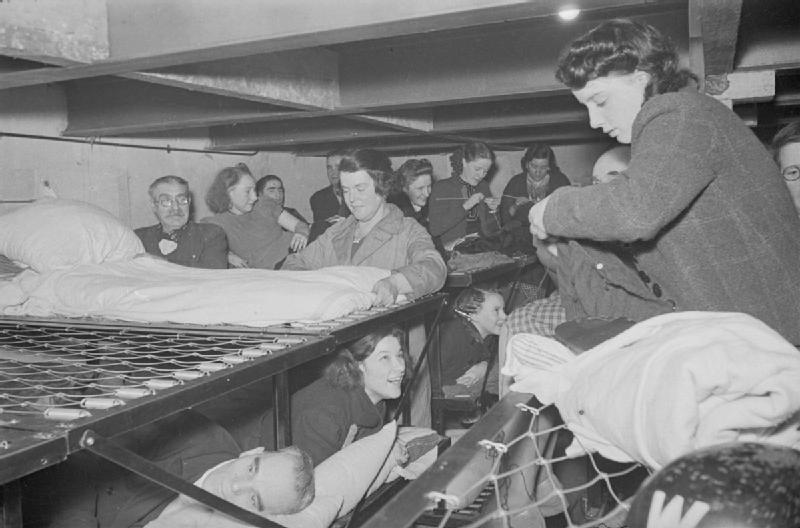
Foto av skyddsrum i norra London, 1940

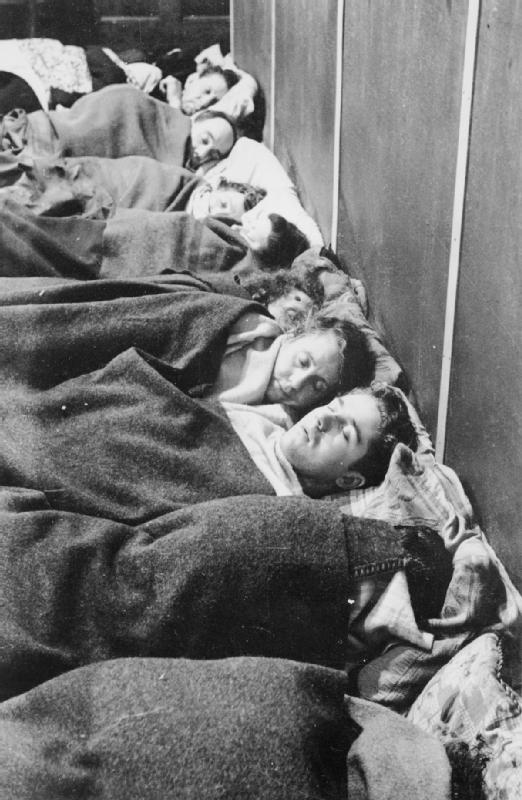
Foto av skyddsrum i norra London, 1940

Bill Brandt, egentligen Hermann Wilhelm Brandt, född 2 maj 1904 i Hamburg i Tyskland, död 20 december 1983 i London i Storbritannien, var en brittisk fotograf och fotojournalist.
Bill Brandt växte upp under första världskriget i Tyskland med en brittisk far och en tysk mor. Kort efter kriget drabbades han av tuberkulos och tillbringade långa perioder på sanatorium i Davos i Schweiz. Vid en vistelse i Österrike fotograferade han Ezra Pound, som introducerade honom till arbete med Man Ray i Paris 1930.
Bill Brandt flyttade 1933 till London, där han tog dokumentära foton av brittiskt samhällsliv, något som var ovanligt vid denna tid. Brandt gav ut två böcker med dessa bilder: The English at Home (1936) och A Night in London (1938). Under Blitzen 1940 under andra världskriget skildrade han tillvaron i bombskydden i London Underground på uppdrag av det brittiska Informationsministeriet.